# フラミンゴ/シーザーズ・パレス駅
フラミンゴ/シーザーズ・パレス駅（Flamingo / Caesars Palace）は、ラスベガスモノレールの駅である。この駅は島式ホームの駅で、シーザーズ・パレスとフラミンゴ・ラスベガスに位置している。フラミンゴ/シーザーズ・パレス駅はラスベガス大通りのフラミンゴ側に位置しており、シーザーズの向かい側にある。

## 近隣のホテル
- ビルズ・ギャンブリン・ホール&サロン
- ヒルトン・グランド・バケーション
- フラミンゴ
- シーザーズ・パレス

## 近隣のアトラクション
- ビルズ・ギャンブリン・ホール&サロン